# 7868 Barker
7868 Barker este un asteroid din centura principală de asteroizi.

## Descriere
7868 Barker este un asteroid din centura principală de asteroizi. A fost descoperit pe 26 octombrie 1984 la Stația Anderson Mesa de Edward L. G. Bowell. El prezintă o orbită caracterizată de o semiaxă mare de 2,68 ua, o excentricitate de 0,20 și o înclinație de 12,0° în raport cu ecliptica.